# Andrew McCabe

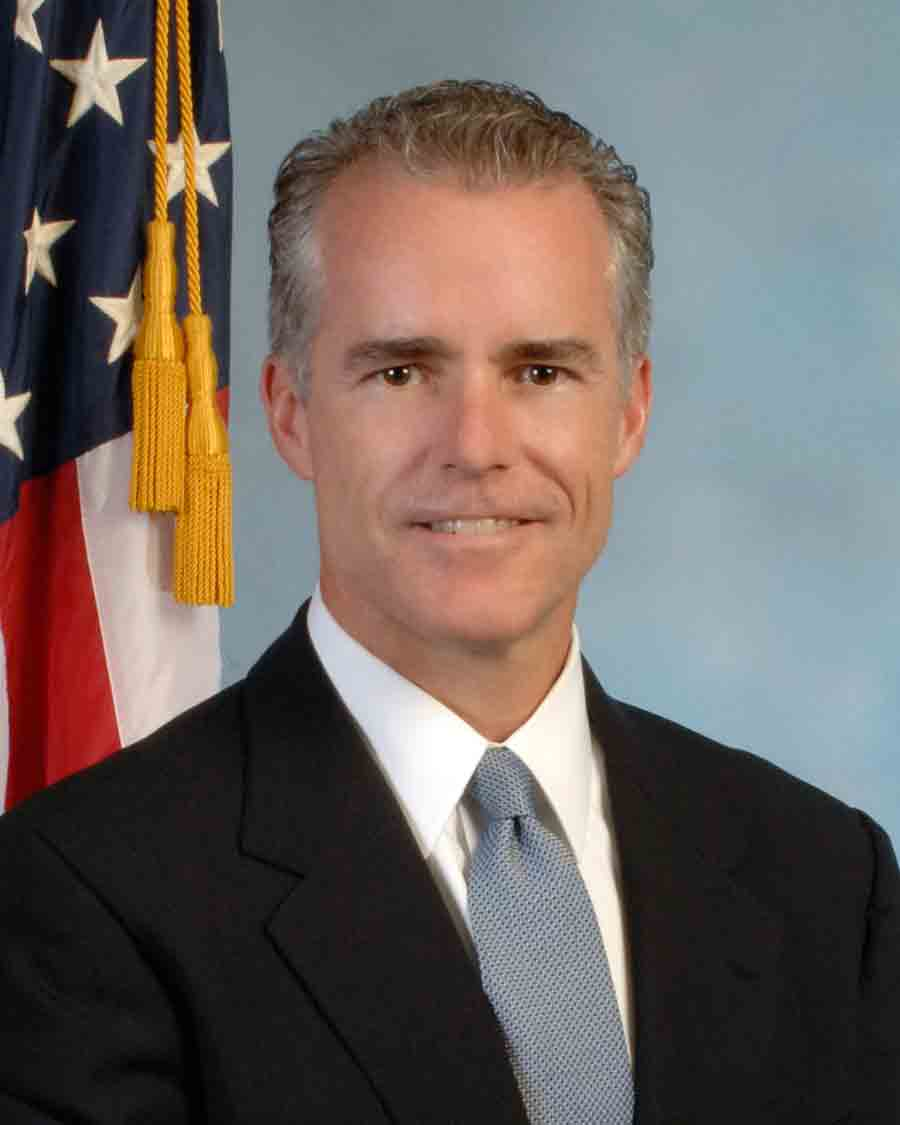
Andrew McCabe (2011)

Andrew George McCabe (* 18. März 1968 in Hartford, Connecticut) ist ein US-amerikanischer Jurist. Er war von Februar 2016 bis Januar 2018 stellvertretender FBI-Direktor.

## Karriere beim FBI
McCabe begann seine Geheimdienst-Arbeit in einer Außenstelle des FBI in einem SWAT-Team. 2003 arbeitete er in der Aufsicht einer eurasischen Task Force und erhielt später Management-Positionen in der FBI Counterterrorism Division, im FBI National Security Branch sowie im FBI’s Washington Field Office.
Im Februar 2016, knapp ein Jahr vor dem Ende der Regierung Obama, wurde McCabe stellvertretender FBI-Direktor. Dazu wurde er von dem damaligen FBI-Direktor James B. Comey berufen.

### Wirken beim FBI unter der Regierung Trump
Nach der von Donald Trump angeordneten Entlassung Comeys wurde McCabe am 9. Mai 2017 von Amtes wegen kommissarischer Direktor, bis Trump am 2. August 2017 die Leitung des FBI Christopher Wray übertrug
McCabe wurde ein gespanntes Verhältnis zur Trump-Regierung nachgesagt.
Im Januar 2018 wurde berichtet, dass Justizminister Jeff Sessions den FBI-Direktor Wray unter Druck gesetzt habe, McCabe zu entlassen. Wray weigerte sich und drohte Berichten zufolge mit seinem Rücktritt, falls McCabe abgesetzt werde.
In einem Interview im Februar 2019 sagte McCabe, dass er in den Tagen nach Comeys Entlassung die Untersuchung einer möglichen Justizbehinderung durch Trump angeordnet und Maßnahmen ergriffen habe, um die Ermittlungen wegen russischer Einmischung vor Nachfolgern zu schützen, die sie möglicherweise beenden würden, weil er oder der Sonderermittler Robert Mueller ihres Amtes enthoben werden könnten. Er erklärte: „Ich wollte sicherstellen, dass unser Fall auf solidem Boden steht, und wenn jemand mir nachfolgen sollte, die Untersuchungen abschliessen sollte oder versuche, davon abzugehen, dieser nicht in der Lage sei, dies zu tun, ohne zu dokumentieren, warum er das gemacht hat.“
Am 29. Januar 2018 trat Andrew McCabe vom Posten des stellvertretenden Direktors zurück und wurde beurlaubt. Seinen Pensionsanspruch hätte McCabe mit Vollendung des 50. Lebensjahres am 18. März erreicht. Justizminister Jeff Sessions entließ McCabe zwei Tage vor seiner Pensionierung, am späten Abend des 16. März.
Zuvor war er „wegen Weitergabe von internen Informationen“ bereits zum einfachen Agenten degradiert worden.
Grundlage war ein Untersuchungsbericht, der McCabe vorwarf, bei vier Gelegenheiten ungenaue Angaben gemacht zu haben.
McCabe wurde zudem vorgeworfen, er habe die Weitergabe vertraulicher Informationen bei Befragungen, auch unter Eid, abgestritten.

### Folgen der Entlassung
US-Präsident Trump twitterte, die Entlassung sei „great day for democracy“, „ein großer Tag für die Demokratie“. Der ehemalige Central Intelligence Agency (CIA)-Direktor John O. Brennan antwortete per Twitter:
„When the full extent of your venality, moral turpitude, and political corruption becomes known, you will take your rightful place as a disgraced demagogue in the dustbin of history. You may scapegoat Andy McCabe, but you will not destroy America...America will triumph over you.“

(„Wenn das volle Ausmaß Ihrer Bestechlichkeit, moralischen Verkommenheit und politischen Korruption bekannt wird, werden Sie Ihren rechtmäßigen Platz als beschämter Demagoge im Mülleimer der Geschichte einnehmen. Sie mögen Andy McCabe zum Sündenbock machen, aber Sie werden Amerika nicht zerstören ... Amerika wird über Sie triumphieren“).
Der demokratische Abgeordnete im Repräsentantenhaus, Bill Pascrell, twitterte unter anderem: „Every day they vandalize our democracy and harm our institutions, and @HouseGOP does nothing.“ („Jeden Tag verwüsten sie unsere Demokratie und schädigen unsere Institutionen, und @HouseGOP [twitter-Adresse der US-Republikaner im Repräsentantenhaus der Vereinigten Staaten] tut nichts“).
McCabe gab einige Erklärungen ab.
Am 21. März 2018 erklärte FBI-Direktor Christopher A. Wray, McCabes Entlassung sei nicht politisch motiviert, sondern „vorschriftsmäßig“ erfolgt. Ebenfalls am 21. März, unmittelbar nach McCabes Entlassung, wurde bekannt, dass McCabe fast ein Jahr vor seiner Entlassung eine strafrechtliche Untersuchung genehmigt hatte, die aufklären sollte, ob Sessions es an „Offenheit“ mangelte, als er vor dem Kongress über Kontakte mit russischen Agenten aussagte.
Im August 2019 reichte McCabe eine Klage gegen das Justizministerium wegen unrechtmäßiger Entlassung ein und erklärte, seine Entlassung, die nur wenige Stunden vor seiner geplanten Pensionierung in Kraft trat, sei politisch motiviert gewesen und sei allein auf Trumps Veranlassung erfolgt. In seiner Klage heißt es, er habe „Anspruch auf seine volle Strafverfolgungsrente und alle anderen Vorteile, Privilegien und Rechte, die ihm derzeit vorenthalten werden“.
Im Oktober 2021, nach dem Regierungswechsel, schloss McCabe einen Vergleich mit dem Justizministerium in seinen Rechtsstreit um seine unrechtmäßige Kündigung ab; im Rahmen des Vergleichs stimmte die Regierung zu, die Kündigung von McCabe aufzuheben, ihn in seine Rente und andere Leistungen wieder einzusetzen, seine Anwaltskosten zahlen und alle Disziplinarverfahren aufzuheben.

## Weiteres Wirken
Im August 2019 wurde McCabe von dem Nachrichtensender CNN als Kommentator eingestellt, was zur Kritik von konservativen Beobachtern führte.
Im August 2020 gab George Mason University bekannt, dass McCabe eine Gastprofessur an der Schar School of Policy and Government berufen wurde.
Ab Dezember 2022, kurz nach der Ernennung des Sonderermittlers Jack Smith zur Untersuchung zu möglichen Verfehlungen Donald Trumps, ist McCabe Mitherausgeber einer Podcast-Serie unter dem Titel „Jack“, die wöchentlich die juristischen Verfahren gegen Trump kommentiert.

## Sonstiges
McCabe lebt mit seiner Frau Jill in Virginia und ist Vater von zwei Kindern.